# Chinese Rocks
Chinese Rocks – singel zespołu The Heartbreakers, promujący album L.A.M.F.. Wydany w Wielkiej Brytanii w 1977 przez wytwórnię Track Records.

## Lista utworów
1. "Chinese Rocks" (Dee Dee Ramone/Richard Hell) – 2:54
2. "Born to Lose" (Johnny Thunders) – 3:05

## Skład
- Johnny Thunders – wokal, gitara
- Walter Lure – gitara, wokal
- Billy Rath – gitara basowa
- Jerry Nolan – perkusja